# Póvoa do Concelho
Póvoa do Concelho es una freguesia portuguesa del concelho de Trancoso, con 10,84 km² de superficie y 259 habitantes (2001). Su densidad de población es de 23,9 hab/km².